# PGC 16640
LEDA/PGC 16640 ist eine linsenförmige Galaxie vom Hubble-Typ S0 im Sternbild Dorado (Schwertfisch) am Südsternhimmel, die schätzungsweise 208 Millionen Lichtjahre von der Milchstraße entfernt ist. Gemeinsam mit PGC 16670 bildet sie ein gravitativ gebundenes Galaxienpaar.